# Gephyromantis horridus
Gephyromantis horridus (Boettger, 1880) è una rana della famiglia Mantellidae, endemica del Madagascar.